# 政和溫泉站

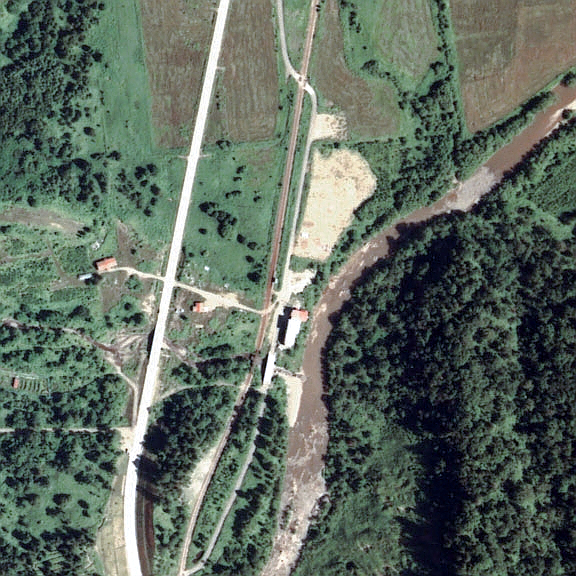
1977年的政和溫泉臨時乘降場與方圓約500m範圍。上方為朱鞠內方向。沿雨龍川上設有溫泉旅館。下政和臨時乘降場在圖片上方的平交道靠近政和站一方。

政和溫泉站（日语：／ Seiwa-Onsen eki */?）是位於北海道雨龍郡幌加內町字政和第一，北海道旅客鐵道（JR北海道）的深名線車站（廢站）。車站在1990年（平成2年）3月10日廢除。

## 歷史
- 1955年（昭和30年）8月20日 - 日本國有鐵道深名線下政和臨時乘降場（局（日语：鉄道管理局）設定）啟用[1]。
- 1961年（昭和36年）12月1日 - 車站向深川一方遷移200米，改名為政和溫泉臨時乘降場（局設定）[1][2][注 1]。
- 不詳（1966年以後） - 設置候車室[3][注 2]。
- 1987年（昭和62年）4月1日 - 伴隨國鐵分割民營化，車站由北海道旅客鐵道（JR北海道）營運[1]。同時降級為臨時車站（日语：臨時駅）[1]（毎年12月1日至4月20日之間，所有列車通過）。名為政和溫泉站[1]。
- 1990年（平成2年）3月10日 - 在冬季暫停服務期陳廢除[1]。

## 車站構造
截至車站廢除前，車站是一座地面車站，設有1面1線的單式月台。月台位於路軌東邊（名寄方向的列車開啟右邊車門）。站內沒有轉轍器。
此站原本是一座臨時乘降場，因此此站是無人車站。此站沒有車站大樓，月台中央設有候車室。
由於政和溫泉的泉源開始枯渇，因此溫泉旅館在1981年（昭和56年）5月暫停營業。在1986年（昭和61年），建築物更被拆毀。車站啟用一段時間後廢除。另外，觀光設施「政和溫泉Luonto」在1994年（平成6年）開設。

## 站名的由來
車站名稱取自周邊溫泉名稱。遷入者發現該處有泉源，在1918年（大正7年）取自溫泉許可，開設溫泉旅館。後來由於經營不善，加上由於是冷泉，使燃料費不足，以及老闆去世使溫泉業務一度廢除。在1960年（昭和35年），町內分析了溫泉的有效成分，加上在交通方面鄰近下政和臨時乘降場。町內有志人士繼承了舊温泉旅館，在1961年（昭和36年）10月成立政和溫泉（株式會館），在町議會合作下於翌年1962年（昭和37年）6月問設溫泉旅館。為此，臨時乘降場遷移較近溫泉旅館，同時臨時乘降場改名。

## 車站周邊
- 國道275号（空知國道）
- 北海道道938號伊文政和線
- 道之驛森和湖之里幌加內（日语：道の駅森と湖の里ほろかない）
  - 政和溫泉Luonto - 廢站後啟用。
- 政和溫泉 - 在種村直樹（日语：種村直樹）著作的書籍《鈍行列車之旅》（日本交通公社，1979年）中。在1976年（昭和51年）3月，種村自身到訪此處以進行介紹[注 3]。站前設有一間旅館，當時向人們販賣成吉思汗羊肉，溫泉客只在腰間圍一條毛巾便進餐了[7]。在車站暫停營業期間（冬委），溫泉也暫停營業。旅館在1981年（昭和56年）由於泉源枯渇而暫停營業，在1986年（昭和61年）結業。
- 雨龍川[8]

## 現況
截至2011年（平成23年），車站與相關設施已經撤走。
此外，截至2000年（平成12年），路線靠近雨煙別一方會跨越雨龍川處還保留了鋼樑橋「第三雨龍川橋樑」。截至2010年（平成22年）和2011年（平成23年）也是同樣。該橋樑被公益社團法人土木學會選出為土木學會選獎土木遺產。

## 相鄰車站
北海道旅客鐵道（JR北海道）
深名線
上幌加內－（臨）雨煙別－（臨）政和溫泉－政和
雨煙別站與此站一樣於1990年（平成2年）3月10日廢除。

## 注腳